# جونیور اتوندی
جونیور اتوندی (انگلیسی: Junior Etoundi؛ زادهٔ ۳۰ ژانویهٔ ۱۹۹۹) بازیکن فوتبال اهل فرانسه است.
از باشگاه‌هایی که در آن بازی کرده‌است می‌توان به باشگاه فوتبال داینامو برست اشاره کرد.